# Thiago Larghi
Thiago Mendes Larghi, mais conhecido como Thiago Larghi (Paraíba do Sul, 27 de setembro de 1980), é um treinador de futebol brasileiro. Atualmente está sem clube.

## Carreira
Larghi nasceu em Paraíba do Sul, no Estado do Rio de Janeiro, e sua família é de origem italiana. Formado em educação física, iniciou sua carreira profissional no futebol como analista de desempenho do Botafogo em 2011. Em janeiro de 2013, foi convidado por Carlos Alberto Parreira a se juntar à equipe técnica de Luiz Felipe Scolari na Seleção Brasileira, participando da Copa do Mundo de 2014. Após deixar a Seleção, se mudou para a Europa, onde fez estágio com Pep Guardiola no Bayern de Munique. Em abril de 2016, retornou ao Brasil para se juntar à equipe de Oswaldo de Oliveira no Sport e em sequência no Corinthians.

### Atlético Mineiro
Em setembro de 2017, após breve passagem de Oswaldo pelo futebol árabe, se juntou novamente ao treinador para auxiliá-lo no Atlético Mineiro.
Em 9 de fevereiro de 2018, após Oswaldo de Oliveira ser demitido, assumiu como técnico do time interinamente. Em 25 de junho de 2018, após mais de quatro meses no cargo, foi efetivado pela diretoria atleticana.
Deixou o clube em 17 de outubro de 2018, sendo substituído por Levir Culpi.

### Goiás
No dia 21 de agosto de 2020, foi contratado pelo Goiás até o final do Campeonato Brasileiro 2020, que se estenderia até fevereiro de 2021, mas após 38 dias no cargo foi demitido.

### Corinthians
No dia 5 de Dezembro de 2022, foi anunciado como auxiliar técnico do Corinthians. cuja seu contrato vai até o fim de 2023.